# أغنام جزيرة كامبل

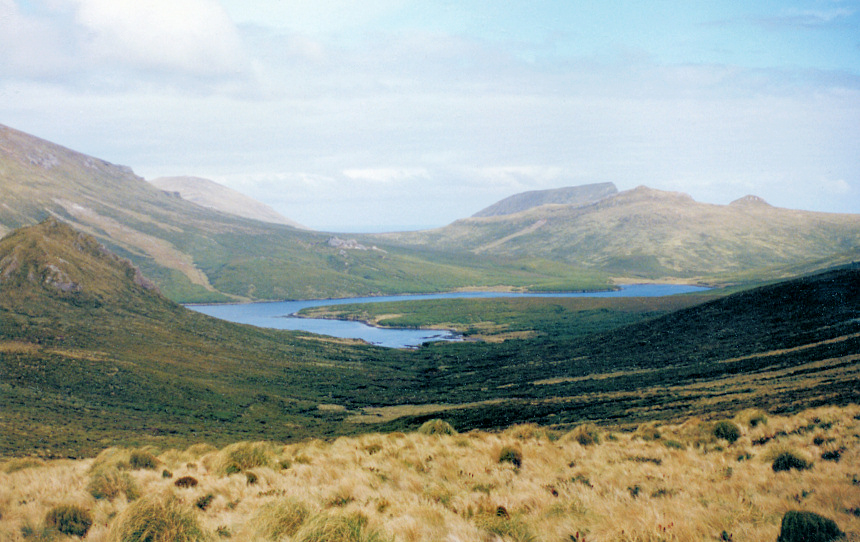
منظر طبيعي لجزيرة كامبل

أغنام جزيرة كامبل هي سلالة برية من الأغنام المحلية التي كانت موجودة سابقًا في جزيرة كامبل شبه القطبية في نيوزيلندا .

## تاريخ

### مزارعي الأغنام
تم إدخال الخراف لأول مرة إلى جزيرة كامبل في أواخر تسعينيات القرن التاسع عشر، بعد أن تم تضمين الجزيرة ضمن نظام الإيجار الزراعي في نيوزيلندا عام 1896. وقد استأجرها أولاً جيمس غوردون من مدينة جيسبورن، الذي شحن 400 رأس من الخراف إلى الجزيرة، بالإضافة إلى الأخشاب لبناء المنشآت. وبعد تعرضه لصعوبات مالية، تم شراء عقد الإيجار عام 1900 من قبل الكابتن تاكر من ميليشيا جيسبورن، الذي جلب إلى الجزيرة ثلاث شحنات على الأقل من حوالي 1000 خروف، معظمها من نوع الميرينو أو خليط من الميرينو.
في عام 1916، أصبح رجلا أعمال من أوتاجو، هما ج. ماثيوسون ود. موراي، المستأجرين التاليين، حيث أسسا "شركة جزيرة كامبل" (لاحقًا تحولت إلى تكتل) لإدارة المزرعة، وقاما بتوظيف رعاة خراف وقصّاصين للعمل لفترات عام كامل على الجزيرة.
في عام 1927، تم بيع عقد الإيجار في مزاد واشتراه المزارع جون وارن من وايتاتي، الذي جلب 5000 خروف أخرى إلى الجزيرة. ومع ذلك، تدهورت أسعار الصوف واللحوم في عام 1929، وبعد عامين عاد وارن وعماله إلى البر الرئيسي مفلسين، تاركين المزرعة والخراف. تم إعلان عقد الإيجار ملغى في عام 1934، وانتهت صلاحيته في عام 1937. وفي ذلك العام، تم تخصيص الجزيرة للحفاظ على نباتاتها وحيواناتها، على الرغم من أنه لم يتم إعلانها رسميًا كمحمية طبيعية حتى عام 1954. 

### الخراف
مع توفر كميات كبيرة من الطعام القابل للرعي في البداية، ارتفع عدد الخراف إلى ذروته حوالي عام 1913 حيث بلغ عددها ما بين 7000 و8000 رأس. ومع الوقت، بدأت النباتات الصالحة للرعي في التناقص، ما أدى إلى تراجع أعداد القطيع، حيث انخفض العدد إلى 4000 بحلول عام 1931 عند التخلي عن المزرعة. وفي عام 1958، تم عدّ حوالي 1000 خروف متبقٍ على الجزيرة.
لكن حدث بعض الانتعاش في الأعداد لاحقًا. ففي عام 1970، تم بناء سياج عبر الجزيرة، وتم إطلاق النار على جميع الخراف البالغ عددها 1300 في الجانب الشمالي، بينما تُرك عدد مماثل في الجانب الجنوبي مؤقتًا. وبحلول أواخر الثمانينات، تم التخلص من جميع الخراف المتبقية، بعد أن قامت بعثة إنقاذ في عام 1975/76 بإخراج عشرة خراف حية لتربيتها في الأسر في نيوزيلندا. وقد تم الحفاظ على نسل هذه الخراف كقطيع نقي السلالة حتى عام 2005.

## روابط خارجية
- جمعية الحفاظ على السلالات النادرة في نيوزيلندا: أغنام جزيرة كامبل

قالب:Campbell Islands